# ساوت راسل، اوهایو
ساوت راسل (به انگلیسی: South Russell) یک روستا در ایالات متحده آمریکا است که در Geauga County واقع شده‌است. ساوت راسل ۹٫۹۲ کیلومتر مربع مساحت و ۳٬۸۱۹ نفر جمعیت دارد و ۳۴۲ متر بالاتر از سطح دریا واقع شده‌است.